# Cleistocactus parviflorus
Cleistocactus parviflorus ist eine Pflanzenart in der Gattung Cleistocactus aus der Familie der Kakteengewächse (Cactaceae). Das Artepitheton parviflorus leitet sich von den lateinischen Worten parvus für ‚klein‘ sowie -florus für ‚-blütig‘ ab.

## Beschreibung
Cleistocactus parviflorus wächst strauchig mit wenig an der Basis verzweigten, aufrechten, grünen Trieben und erreicht bei Durchmessern von bis 4 Zentimetern Wuchshöhen von bis 3 Metern. Es sind 12 bis 15 deutlich gekerbte Rippen vorhanden. Die verschiedenfarbigen Dornen sind braun bis gelblich bis grünlich. Die 1 bis 3 Mitteldornen sind bis 2,5 Zentimeter, die 5 bis 9 Randdornen bis 4 Millimeter lang.
Die geraden, roten Blüten sind 3 bis 5 Zentimeter lang. Die gelben Früchte weisen Durchmesser von bis zu 1 Zentimeter auf.

## Verbreitung, Systematik und Gefährdung
Cleistocactus parviflorus ist in den bolivianischen Departamentos Santa Cruz und Cochabamba in Höhenlagen von 1400 bis 3000 Metern verbreitet.
Die Erstbeschreibung als Cereus parviflorus erfolgte 1897 durch Karl Moritz Schumann. Robert Roland-Gosselin stellte die Art 1904 in die Gattung Cleistocactus. Ein nomenklatorisches Synonym ist Echinopsis parviflora (K.Schum.) Anceschi & Magli (2013).
Es werden folgende Varietäten unterschieden:
- Cleistocactus parviflorus var. parviflorus
- Cleistocactus parviflorus var. comarapanus F.Ritter

In der Roten Liste gefährdeter Arten der IUCN wird die Art als „Least Concern (LC)“, d. h. als nicht gefährdet geführt.

## Nachweise